# Macrodorcas songiana
Macrodorcas songiana is een keversoort uit de familie vliegende herten (Lucanidae). De wetenschappelijke naam van de soort is voor het eerst geldig gepubliceerd in 1953 door Didier & Séguy.